# Choose Your Own Adventure
Choose Your Own Adventure (tradução literal: Escolha sua própria aventura) é uma série de livros-jogos infantis, que permitem o leitor assumir o papel do protagonista e fazer escolhas para alterar a história. Foi baseada em um conceito criado por Edward Packard e publicada inicialmente em 1976.
Choose Your Own Adventure, segundo a Bantam Books, foi uma das séries infantis mais populares dos Estados Unidos durante as décadas de 1980 e 1990, vendendo mais de 250 milhões de cópias e sendo traduzido para 40 idiomas.  Quando a editora, agora de propriedade da Random House, perdeu os direitos da marca, os livros foram relançados pela Chooseco.

## Formato
Os livros são destinados para crianças de 7 a 14 anos. As histórias são geralmente neutras em termos de gênero e raça, embora em alguns casos, especialmente nas ilustrações, haja a presunção de um garoto (o grupo alvo).
As histórias são formatadas de modo que, após algumas páginas, o leitor se depara com duas ou três opções, cada uma das quais leva a outras páginas e mais opções, e assim por diante até chegar na conclusão. O número de finais varia de 44 nos primeiros livros a apenas 7 em recentes. Da mesma forma, não há um padrão estabelecido do número total de páginas, de finais bons e ruins ou a progressão do leitor. Isso permite uma imprevisibilidade e leva à possibilidade de leituras repetidas.
À medida que a série progredia, o formato de livro-jogo foi desenvolvido, às vezes introduzindo reviravoltas inesperadas, como repetições de páginas infinitas ou finais complicados.

## História
Segundo Packard, a ideia central da série surgiu de histórias de ninar que ele contava para suas filhas: "Eu tinha um personagem chamado Pete e geralmente o fazia viver várias aventuras diferentes em uma ilha isolada. Mas em uma noite eu estava ficando sem coisas para Pete fazer, então perguntei o que elas queriam que ele fizesse". Elas sugeriram mudanças no enredo e ele então começou a escrever sobre.
Packard logo desenvolveu um manuscrito intitulado The Adventures of You on Sugar Cane Island. Ele decidiu publicar o texto em 1970, mas foi rejeitado por nove editoras, o que o fez arquivar a ideia. Em 1975, conseguiu convencer Ray Montgomery, coproprietário da Vermont Crossroads Press, a publicar o livro, que vendeu 8.000 cópias, uma quantia grande para uma empresa local pequena. A série foi posteriormente comercializada para a Pocket Books, onde também obteu bons números, mas ele queria uma editora maior. Após algumas conversas, conseguiu fechar um contrato com a Bantam Books.
A série fez grande sucesso depois que começou a ser impressa pela Bantam Books. Um artigo de 1981 no The New York Times, seguido por uma entrevista com Packard no The Today Show, proporcionou publicidade gratuita. Na década de 1990, enfrentou a concorrência de jogos de computador e estava em declínio. Foi descontinuada em 1999, até ser relançada por uma nova empresa, Chooseco, em 2003.
Em junho de 2018, a Z-Man Games lançou um jogo de tabuleiro chamado Choose Your Own Adventure: House of Danger inspirado na série. Em janeiro de 2019, a Chooseco iniciou uma ação judicial por violação de marca registrada contra a Netflix pelo filme Black Mirror: Bandersnatch. A empresa fechou um acordo em novembro de 2020.